# カルロス・ペゲーロ
カルロス・アンヘル・ペゲーロ・ドレオ（Carlos Angel Peguero D'Oleo, 1987年2月22日 - ）は、ドミニカ共和国エリアス・ピーニャ州オンドバジェ出身のプロ野球選手（外野手）。左投左打。メキシカン・リーグのケレタロ・コンスピレーターズ所属

## 経歴

### マリナーズ時代

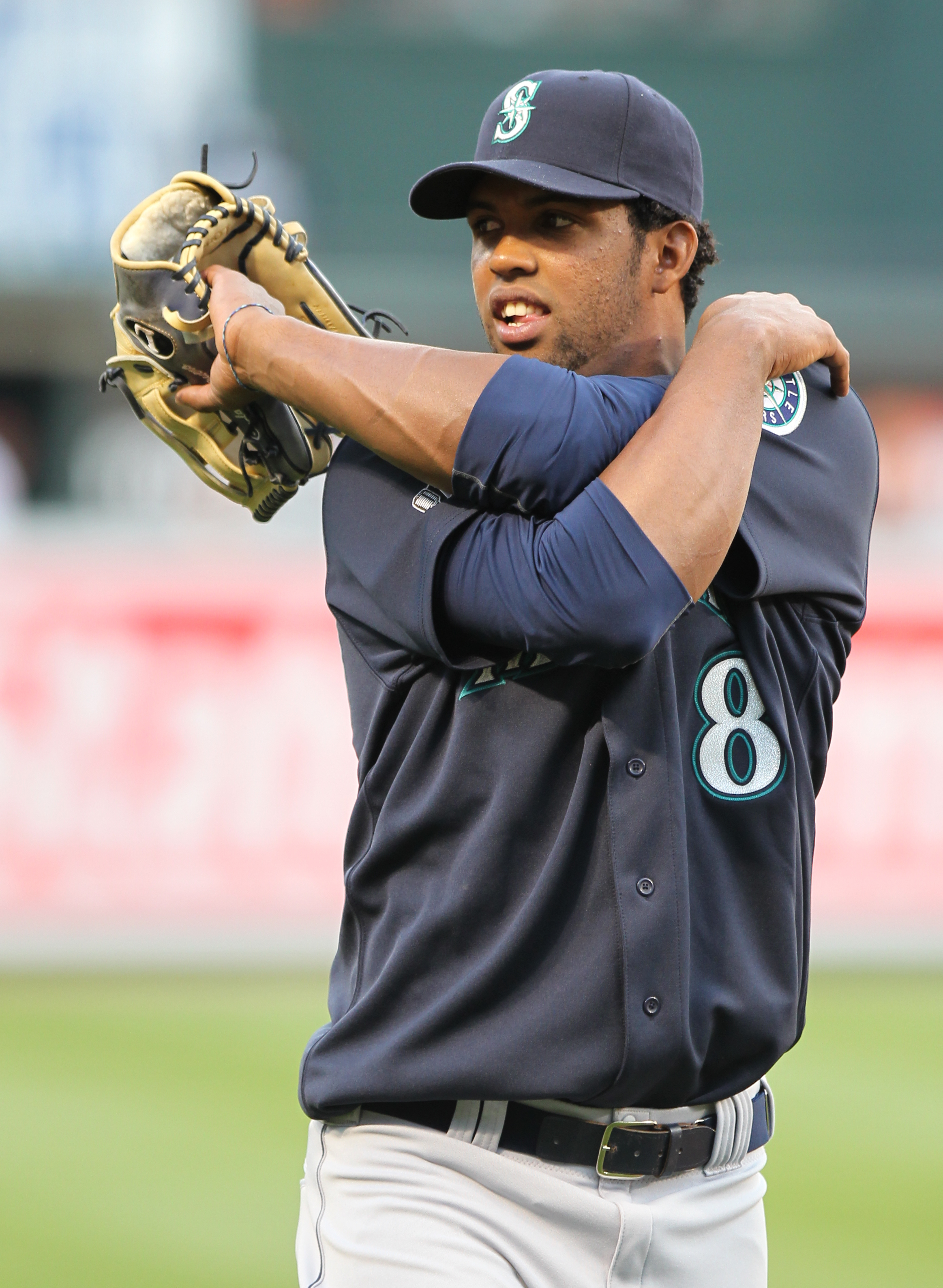
マリナーズ時代(2011年5月10日)

2005年にシアトル・マリナーズと契約すると、傘下のルーキーリーグチームに配属。当時のチームメイトに、キャム・ミコライオがいた。
2009年に傘下のA+級ハイデザート・マーベリックスで172三振ながらも31本塁打、98打点を記録し、頭角を現す。
2011年には、4月19日の対デトロイト・タイガース戦で、スタメン起用のイチローに代わる守備要員（右翼手）としてメジャーデビュー。5月17日の対ミネソタ・ツインズ戦では、右翼ポール際に弾丸ライナーの本塁打を放ったことから、イチローを「まあ、凄い奴がいるもんだね」と驚かせた。しかし、打率は低空飛行を続け、7月17日にマイク・カープと入れ替わる形でAAA級タコマ・レイニアーズに降格した。AAA級タコマでは打率.317、13本塁打、47打点を記録。
2014年1月16日にDFAとなった。

### ロイヤルズ時代
2014年1月29日にトレードでカンザスシティ・ロイヤルズへ移籍した。3月1日にロイヤルズと50万4250ドルの1年契約に合意したが、3月25日にDFAとなり、4月2日に傘下のAAA級オマハ・ストームチェイサーズへ降格した。AAA級オマハでは104試合に出場し、打率.266・30本塁打、76打点、11盗塁だった。9月1日にロイヤルズと再びメジャー契約を結んだ。昇格後は4試合の出場にとどまり、打率.222・1打点だった。オフの12月19日にFAとなった。

### レンジャーズ時代
2015年1月13日にテキサス・レンジャーズとマイナー契約を結んだ。4月11日にメジャー契約となり25人枠入り。4本塁打を放ったが、5月20日にDFAとなった。

### レッドソックス時代
2015年5月27日に金銭トレードでボストン・レッドソックスに移籍。6月3日にDFAとなり10日以内に他球団からのオファーがなかったため、レッドソックスはマイナー契約に切り替えてAAA級に降格させた。11月6日にFAとなった。オフはドミニカ共和国のウィンターリーグでプレー。

### カージナルス傘下時代
2016年1月26日に、セントルイス・カージナルスとマイナー契約を締結。AAA級のメンフィス・レッドバーズに所属すると、公式戦44試合へ出場するとともに、打率.283、5本塁打、27打点という成績を残した。

### 楽天時代
2016年7月21日にNPBの東北楽天ゴールデンイーグルスとの契約に合意した。1年契約で、推定年俸は2,500万円。前年から在籍しているミコライオと、再びチームメイトになった。入団当初の背番号は71。7月26日に、支配下登録・入団記者会見・出場選手登録を経て、対福岡ソフトバンクホークス戦で「6番・左翼手」としてスタメンでNPB公式戦にデビュー。7回裏の第3打席でNPB初安打を放った。翌日の同カードにも「6番・左翼手」としてスタメン出場を果たすと、第1・第2打席で安打を放った後に、7回裏の第4打席に適時二塁打でNPB初打点と初猛打賞を記録した。8月には、8月12日の対北海道日本ハムファイターズ戦1回裏の第1打席でNPB初本塁打を放つと、8月26日からの対オリックス・バファローズ3連戦（いずれも楽天Koboスタジアム宮城）でジャフェット・アマダーと揃って3試合連続本塁打を記録した。シーズン通算では、一軍公式戦51試合の出場で、打率.279、10本塁打、26打点をマーク。シーズン終了後には、11月28日に翌年の契約締結、12月26日に背番号54への変更が球団から相次いで発表された。
2017年には、オープン戦で2番打者選びに苦慮していた池山隆寛一軍チーフコーチからの発案をきっかけに、「クリーンアップより前の打順で打席を数多く回そう」という発想で2番打者に起用。3月31日に京セラドーム大阪で催されたオリックスとの開幕戦から「2番・右翼手」としてスタメンで出場すると、開幕から8試合で3本塁打を放った。以降も、7月23日のオリックス戦まで、右翼手（または指名打者）として2番打者に起用。この間には、打球の飛距離が非常に長い本塁打を何本も放っている（詳細後述）ほか、7月中旬には前年に続いて3試合連続本塁打を記録した。しかし、7月23日の対オリックス戦（Koboパーク宮城）1回裏に一塁走者として二盗を試みた際に、左太腿の裏を痛めて途中交代（記録は盗塁死）。交代後の診察で半腱様筋部分の損傷が判明したため、7月24日から1ヶ月近くにわたって戦線離脱を余儀なくされた。8月16日の対埼玉西武ライオンズ戦（メットライフドーム）から、「2番・指名打者」としてスタメンで一軍に復帰。8月22日・8月23日の対ロッテ戦で2試合連続本塁打を放ったほか、23日に放ったシーズン23号本塁打によって、一軍公式戦におけるチームのシーズン通算本塁打数が球団史上最多の112本に達した。なお、戦線離脱中にチームの打線の状態が悪化しつつあったことなどから、一軍復帰後は7試合で3番打者、20試合で4番打者に起用。9月5日の対日本ハム戦以降は、ほぼ4番打者に固定された。レギュラーシーズン全体では、一軍公式戦120試合に出場。打率.281、26本塁打、75打点を記録したほか、2番打者として23本塁打を放った。
チームのレギュラーシーズン3位で迎えた2017年のポストシーズンでは、西武とのクライマックスシリーズ　ファースストステージ（メットライフドーム）まで出場。チームはステージ突破を果たしたものの、ペゲーロは左脚が強く張った影響で打撃不振に陥ったことから、ソフトバンクとのファイナルステージでは出場選手登録を外れた。チームの日本シリーズ進出を見越した措置でもあったが、チームがファイナルステージで敗退したため、ペゲーロはファーストステージ第3戦（10月16日）への出場でシーズンを終えた。もっとも、その直後には、残留を希望する旨のコメントを残してドミニカへ帰国。シーズン終了後の11月27日には、推定年俸2億円という条件で、ウィーラー・アマダーなどと揃ってチームに残留することが発表された。
2018年には、前年のレギュラーシーズン前半戦と同じく、ウィーラー・アマダーとの同時起用による打線の「2番・右翼手」として公式戦をスタート。シーズン前の1月4日に永眠した球団副会長（元・監督）の星野仙一の追悼試合として催された4月6日のホーム開幕戦（楽天生命パーク宮城での対ソフトバンク戦）では、1回裏の打席でシーズン1号（先制2点）本塁打を放ったことによって、チームが7 - 2というスコアで勝利するきっかけを作った。以降の試合では、ウィーラー、アマダーともども打撃が振るわず、6月には二軍での再調整を余儀なくされた。5月12日の対オリックス戦（京セラドーム大阪）と、6月27日の対ロッテ戦（ZOZOマリンスタジアム、いずれも先発投手は則本昂大）で2打席連続本塁打を放ったが、セ・パ交流戦の期間後に再開されたリーグ戦ではもっぱら8番打者に起用。一軍公式戦全体では、88試合の出場で、17本塁打、44打点、打率.233という成績にとどまった。シーズン終了後の12月2日に、NPBから自由契約選手として公示。楽天球団では12月3日に、ウィーラー以外の外国人野手（ペゲーロ、アマダー、この年に入団したオコエ・ディクソン）が全員退団することを発表した。

### 楽天退団後
2019年6月4日にメキシカンリーグのティフアナ・ブルズと契約。7月10日に、不振により退団したトミー・ジョゼフの代役としてKBOのLGツインズと契約した。推定年俸総額は（出来高分の3万ドルを含めて）最大18万ドルで、背番号は65。オフの11月に開催された第2回WBSCプレミア12の野球ドミニカ共和国代表に選出された。
2020年2月19日にメキシカンリーグのプエブラ・パロッツと契約。しかし新型コロナウイルスの影響でシーズンが開始されないまま、6月25日にFAとなった。

## 選手としての特徴・人物
楽天時代にIsoPが0.213（2016年）→0.210（2017年）を記録するほど高い長打力の持ち主ながら、打球を広角に打ち分けられるスプレーヒッターの一面も持つ。
全力疾走を怠らない姿勢も持ち味で、楽天時代の2016年・2017年には、内野安打率が15.7％（規定打席未満だが、リーグ5位相当）→18.5％（リーグ2位）に達していた。その一方で、三振率も非常に高く、楽天時代の同じ期間には33.5％（規定打席未満だが、リーグワースト1位相当）→26.9％（リーグワースト1位）を記録した。
楽天で2番打者に固定されていた2017年のレギュラーシーズン前半には、以下のように、打球の飛距離が非常に長い本塁打を量産していた。
- 京セラドーム大阪で催されたオリックスとの開幕カード（3月31日 - 4月2日）では、開幕戦に「2番・右翼手」としてスタメンで出場すると、延長11回表にバックスクリーン上段の外野席へ推定飛距離140mのレギュラーシーズン初本塁打（勝ち越し2点本塁打）[48]を放った。4月2日の第3戦でも、9回表にほぼ同じ場所へ決勝の2点本塁打を打ち込んでいる[49]。
- 楽天の本拠地である宮城球場（2017年時点での名称は「Koboパーク宮城」）では、打球の飛距離や速度などを細かく計測できるトラックマンを、楽天Koboスタジアム時代の2014年から導入している。ペゲーロは、2017年5月27日の対埼玉西武ライオンズ戦4回裏2死満塁の打席で、フランク・ガルセスから10号本塁打をマーク。右翼スタンドの場外まで飛んだこの打球でトラックマン導入後最長の飛距離（推定153.1m）を計測したほか、打球の速度も、設置後最速の189.5km/hに達した。ペゲーロは、この本塁打について、試合終了後に「今までのキャリアで放った本塁打の中でも（打球が）一番飛んだ」と語っている[50]
- 6月17日の対阪神タイガース戦（阪神甲子園球場）では、8回表2死満塁で迎えた打席で、松田遼馬からバックスクリーンへ15号決勝本塁打を放った[51]。
- 7月12日の対ソフトバンク戦（ヤフオクドーム）では、5回表2死1塁で迎えた打席で、松本裕樹から20号2点先制本塁打を記録。打球が右翼席の後方にあるオーロラビジョン下部の看板を直撃したため、打球の飛距離は160mと推定された[52]。

また、翌2018年6月27日の対ロッテ戦（ZOZOマリン）で記録した2打席連続本塁打のうち、3回表の打席で有吉優樹から放った1本目の本塁打では、右手だけでのスイングながら打球がライナーでバックスクリーンを直撃。5回表の打席で放った2本目も、両手でのスイングで放った打球がバックスクリーンに飛び込んだ。
楽天2年目の2017年には、レギュラーシーズンの前半戦に2番打者としての起用が続いたことから、「チャンスメイクに比重を置かない、犠打無縁の攻撃的2番打者」と称された。もっとも、レンジャーズ時代の2015年にも、MLBの公式戦で2番打者に起用されたことがある。
- マイナーリーグ時代には公式戦で中堅の守備も経験している[2]が、楽天への入団後は、外野守備中の飛球への判断に支障を来すほどの腰痛を抱えていた。そのため、指名打者制度を採用する試合では、守備機会のない指名打者でアマダーと交互に起用されていた[54]。2017年に2番打者への起用を決断した一軍監督の梨田昌孝も、「ペゲーロには（試合の終盤に）守備要員を送る必要がある（ほど外野手にしては守備力が低い）ので、3人の外国人野手をスタメンで同時に並べる場合には、ペゲーロを2番に置いた方が（守備要員との交代のしやすさなどの点で）良いと思った」と述べている[55]。もっとも、翌2018年には、発案者の池山が二軍監督へ異動。一軍は開幕当初からパ・リーグの最下位に低迷したため、セ・パ交流戦の期間中に梨田が監督を辞任した。残りのシーズンは一軍ヘッド兼打撃コーチの平石洋介が監督代行として指揮を執ったが、シーズン終了後にはペゲーロ・池山とも退団している。

楽天時代には、名前のペゲーロにちなんで、応援団から「ペギー」というコールを受けていた。また、チームメイトのウィーラーやアマダーとは、いずれも自分と同じ年齢（1987年生まれ）という縁で仲が良かった。もっとも、豪快な印象の体格やスイングとは裏腹に、性格は繊細でおっとりしているという。

## 詳細情報

### 年度別打撃成績
| 年 度    | 球 団    | 試 合 | 打 席 | 打 数 | 得 点 | 安 打 | 二 塁 打 | 三 塁 打 | 本 塁 打 | 塁 打 | 打 点 | 盗 塁 | 盗 塁 死 | 犠 打 | 犠 飛 | 四 球 | 敬 遠 | 死 球 | 三 振 | 併 殺 打 | 打 率 | 出 塁 率 | 長 打 率 | O P S |
| -------- | -------- | ----- | ----- | ----- | ----- | ----- | -------- | -------- | -------- | ----- | ----- | ----- | -------- | ----- | ----- | ----- | ----- | ----- | ----- | -------- | ----- | -------- | -------- | ----- |
| 2011     | SEA      | 46    | 155   | 143   | 14    | 28    | 3        | 2        | 6        | 53    | 19    | 0     | 1        | 0     | 1     | 8     | 2     | 3     | 54    | 0        | .196  | .252     | .371     | .622  |
| 2012     | SEA      | 17    | 57    | 56    | 2     | 10    | 2        | 1        | 2        | 20    | 7     | 0     | 0        | 0     | 0     | 1     | 0     | 0     | 28    | 0        | .179  | .193     | .357     | .550  |
| 2013     | SEA      | 2     | 7     | 6     | 1     | 2     | 0        | 0        | 1        | 5     | 1     | 1     | 0        | 0     | 0     | 1     | 1     | 0     | 2     | 0        | .333  | .429     | .833     | 1.262 |
| 2014     | KC       | 4     | 10    | 9     | 1     | 2     | 1        | 0        | 0        | 3     | 1     | 0     | 0        | 0     | 0     | 1     | 0     | 0     | 5     | 0        | .222  | .300     | .333     | .633  |
| 2015     | TEX      | 30    | 84    | 70    | 10    | 13    | 4        | 0        | 4        | 29    | 9     | 2     | 0        | 0     | 1     | 12    | 0     | 1     | 36    | 1        | .186  | .310     | .414     | .724  |
| 2015     | BOS      | 4     | 6     | 5     | 1     | 1     | 0        | 0        | 0        | 1     | 0     | 0     | 0        | 0     | 0     | 1     | 0     | 0     | 1     | 0        | .200  | .333     | .200     | .533  |
| '15計    | BOS      | 34    | 90    | 75    | 11    | 14    | 4        | 0        | 4        | 30    | 9     | 2     | 0        | 0     | 1     | 13    | 0     | 1     | 37    | 1        | .187  | .311     | .400     | .711  |
| 2016     | 楽天     | 51    | 200   | 183   | 25    | 51    | 7        | 1        | 10       | 90    | 26    | 0     | 0        | 0     | 0     | 17    | 0     | 0     | 67    | 2        | .279  | .340     | .492     | .832  |
| 2017     | 楽天     | 120   | 517   | 463   | 67    | 130   | 17       | 1        | 26       | 227   | 75    | 3     | 2        | 0     | 0     | 50    | 3     | 4     | 139   | 16       | .281  | .356     | .490     | .846  |
| 2018     | 楽天     | 88    | 348   | 309   | 36    | 72    | 9        | 0        | 17       | 132   | 44    | 1     | 0        | 0     | 1     | 36    | 7     | 2     | 120   | 8        | .233  | .316     | .427     | .743  |
| 2019     | LG       | 52    | 214   | 199   | 24    | 57    | 10       | 0        | 9        | 94    | 44    | 2     | 1        | 0     | 1     | 12    | 0     | 2     | 63    | 2        | .286  | .332     | .472     | .804  |
| MLB：5年 | MLB：5年 | 103   | 319   | 289   | 29    | 56    | 10       | 3        | 13       | 111   | 37    | 3     | 1        | 0     | 2     | 24    | 3     | 4     | 126   | 1        | .194  | .263     | .384     | .647  |
| NPB：3年 | NPB：3年 | 259   | 1065  | 955   | 128   | 253   | 33       | 2        | 53       | 449   | 145   | 4     | 2        | 0     | 1     | 103   | 10    | 6     | 326   | 26       | .265  | .340     | .470     | .810  |
| KBO：1年 | KBO：1年 | 52    | 214   | 199   | 24    | 57    | 10       | 0        | 9        | 94    | 44    | 2     | 1        | 0     | 1     | 12    | 0     | 2     | 63    | 2        | .286  | .332     | .472     | .804  |

- 2024年度シーズン終了時

### 年度別守備成績
MLB
| 年 度    | 球 団    | 左翼（LF） | 左翼（LF） | 左翼（LF） | 左翼（LF） | 左翼（LF） | 左翼（LF） | 右翼（RF） | 右翼（RF） | 右翼（RF） | 右翼（RF） | 右翼（RF） | 右翼（RF） | 中堅（CF） | 中堅（CF） | 中堅（CF） | 中堅（CF） | 中堅（CF） | 中堅（CF） |
| 年 度    | 球 団    | 試 合      | 刺 殺      | 補 殺      | 失 策      | 併 殺      | 守 備 率   | 試 合      | 刺 殺      | 補 殺      | 失 策      | 併 殺      | 守 備 率   | 試 合      | 刺 殺      | 補 殺      | 失 策      | 併 殺      | 守 備 率   |
| -------- | -------- | ---------- | ---------- | ---------- | ---------- | ---------- | ---------- | ---------- | ---------- | ---------- | ---------- | ---------- | ---------- | ---------- | ---------- | ---------- | ---------- | ---------- | ---------- |
| 2011     | SEA      | 40         | 79         | 3          | 1          | 2          | .988       | 3          | 3          | 0          | 0          | 0          | 1.000      | -          | -          | -          | -          | -          | -          |
| 2012     | SEA      | 2          | 5          | 0          | 0          | 0          | 1.000      | 11         | 23         | 0          | 0          | 0          | 1.000      | -          | -          | -          | -          | -          | -          |
| 2013     | SEA      | -          | -          | -          | -          | -          | -          | 2          | 3          | 0          | 0          | 0          | 1.000      | -          | -          | -          | -          | -          | -          |
| 2014     | KCR      | -          | -          | -          | -          | -          | -          | 4          | 5          | 0          | 0          | 0          | 1.000      | -          | -          | -          | -          | -          | -          |
| 2015     | TEX      | 21         | 27         | 0          | 0          | 0          | 1.000      | 9          | 8          | 1          | 0          | 0          | 1.000      | 1          | 1          | 0          | 0          | 0          | 1.000      |
| 2015     | BOS      | 4          | 5          | 0          | 0          | 0          | 1.000      | -          | -          | -          | -          | -          | -          | -          | -          | -          | -          | -          | -          |
| '15計    | '15計    | 25         | 32         | 0          | 0          | 0          | 1.000      | 9          | 8          | 1          | 0          | 0          | 1.000      | 1          | 1          | 0          | 0          | 0          | 1.000      |
| MLB：5年 | MLB：5年 | 67         | 116        | 3          | 1          | 2          | .992       | 29         | 40         | 1          | 0          | 0          | 1.000      | 1          | 1          | 0          | 0          | 0          | 1.000      |

NPB
| 年 度 | 球 団 | 外野  | 外野  | 外野  | 外野  | 外野  | 外野     |
| 年 度 | 球 団 | 試 合 | 刺 殺 | 補 殺 | 失 策 | 併 殺 | 守 備 率 |
| ----- | ----- | ----- | ----- | ----- | ----- | ----- | -------- |
| 2016  | 楽天  | 42    | 51    | 4     | 5     | 0     | .917     |
| 2017  | 楽天  | 84    | 115   | 1     | 2     | 1     | .983     |
| 2018  | 楽天  | 84    | 118   | 7     | 2     | 1     | .984     |
| NPB   | NPB   | 210   | 284   | 12    | 9     | 1     | .970     |

- 2018年度シーズン終了時

### 記録
NPB
- 初出場・初先発出場：2016年7月26日、対福岡ソフトバンクホークス15回戦（楽天Koboスタジアム宮城）、6番・左翼手で先発出場
- 初打席：同上、1回裏に武田翔太から一塁ゴロ
- 初安打：同上、7回裏に武田翔太から右前安打
- 初打点：2016年7月27日、対福岡ソフトバンクホークス16回戦（楽天Koboスタジアム宮城）、7回裏に森唯斗から右越二塁打
- 初本塁打：2016年8月12日、対北海道日本ハムファイターズ14回戦（楽天Koboスタジアム宮城）、1回裏に有原航平から右越2ラン

### 背番号
- 8    （2011年 - 2013年）
- 34  （2014年）
- 43  （2015年 - 同年途中）
- 39  （2015年途中 - 同年途中）
- 71    （2016年）
- 54  （2017年 - 2018年）
- 65  （2019年）